# Charles Bontems
Charles Bontems (* 1. März 1796 in Paris; † 6. August 1879 in Orbe) war ein Schweizer Politiker, Divisionär und Richter. Von 1851 bis 1854 sowie von 1857 bis 1869 gehörte er dem Nationalrat an.

## Biografie
Bontems war der Sohn eines aus Villeneuve stammenden Bankiers, der im revolutionären Frankreich tätig war. Von ihm erbte er ausgedehnten Grundbesitz in Orbe. Ab 1815 machte Bontems militärische Karriere als Reisläufer in französischen Diensten, ab 1830 in der Schweiz. 1838 kam es zum so genannten Napoleonhandel, als Frankreich ultimativ die Ausreise von Charles Louis Napoléon Bonaparte forderte und Truppen mobilisierte. Bontems war während dieser Zeit Generalstabschef, ab 1839 Oberst im eidgenössischen Generalstab. Als Divisionär kommandierte er zwischen 1856 und 1871 verschiedene Divisionen.
Politisch vertrat Bontems gemässigt liberale Ansichten. Er wurde 1830 in den Grossen Rat des Kantons Waadt gewählt, trat aber ein Jahr später zurück. Von 1832 bis 1836 war er Richter am Bezirksgericht in Aigle, von 1839 bis 1845 am Bezirksgericht in Orbe. Ebenfalls 1845 zog er wieder in den Grossen Rat ein, dem er ununterbrochen bis 1869 angehörte. Nachdem er 1848 noch erfolglos als Nationalrat kandidiert hatte, wurde Bontems bei den Nationalratswahlen 1851 im Wahlkreis Waadt-West gewählt. 1854 gelang ihm die Wiederwahl nicht, 1857 zog er wieder in den Nationalrat ein. Ab 1863 vertrat er den Wahlkreis Waadt-Nord.